# Lulutai Airlines
Lulutai Airlines ist die staatliche Fluggesellschaft von Tonga.
Sie wurde nach der Insolvenz der Real Tonga Airlines 2020 gegründet. Lulutai Airlines hatte den Jungfernflug im September 2020. Hierzu wurde eine Saab 340 eingesetzt, die zuvor im Dienst der Real Tonga Airlines war.

## Flotte  und Flugziele
Die Flotte besteht aus einer Saab 340 sowie einer de Havilland Canada DHC-6 Twin Otter sowie einer Harbin Y-12.
Lulutai Airlines bedient Strecken in Inland (Vavaʻu, Haʻapai, ʻEua, Ongo Niua) und plant (Stand April 2023) regionale Flüge nach Fidschi, Niue und Neuseeland.

## Zwischenfälle
Am 8. Juli 2023 kam die Harbin Y-12 der Lulutai Airlines von der Startbahn am Flughafen ʻEua ab. Es gab keine Personenschäden.
Im Dezember 2023 rollte die Saab 340 am Flughafen Fuaʻamotu gegen einen Zementblock. Auch hier wurden keine Personenschäden gemeldet.